# 吴中路
 吴中路，原名吴中公路，是中國上海市闵行区与徐汇区的一条道路。全线在上海县时期为县道，现时该道路闵行区段为闵行区管公路。
该道路东起中山西路，中经虹桥镇，西与七莘路衔接，全长8.0公里。
该道路是上海市西部地区的主干道，由于承载内环线、中环路和外环路三重车流，经常出现拥堵，被新闻晨报认为是上海市最拥堵的道路之一。

## 历史
该道路的新桥村至中山西路段原系徐虹西路和新虹路。1976年，该道路向西延伸至吴宝路，1979年竣工，全路改今名。建成时，道路设置了30厘米道碴基础，以沥青砂面座位表层，车行道宽7米，路基宽10米。
2017年4月5日，吴中路公交专用道建设工程开工。该项目为上海市交通补短板专项工作的一部分，通过缩减非机动车道的方式，新增单向前往市区方向的的高峰期公交专用道一根，保障公交车通行。建设期间，还对上岙塘桥这座危桥进行了改造。2017年10月30日，专用道启用。上海市路政局认为，据其监测数据，不仅公交车辆车速得到提升，社会车辆也从中获益，交通拥堵现象得到了缓解。

## 复线计划

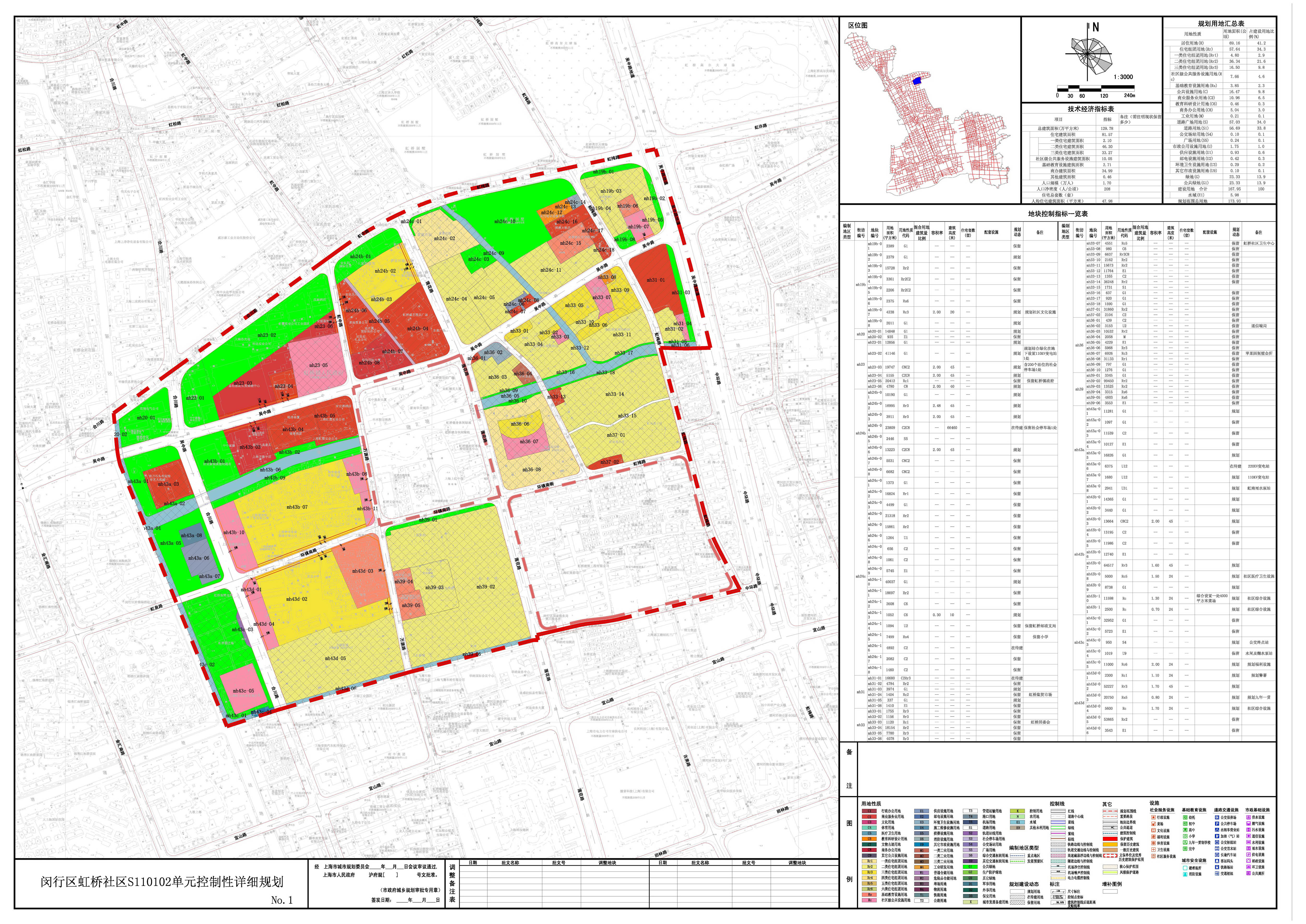
上海市规划和国土资源管理局编制的闵行区虹桥社区控制线性详细规划。红线北界就是规划吴中路的西段、中段。

为缓解吴中路道路拥挤，2004年，原上海市市政工程管理局开展了吴中路（内环线-外环线）改建工程的前期研究工作，同时，中环路建设时也按照规划吴中路线位进行了方案预留。相关项目已经转由闵行区负责建设，即规划吴中路（金汇路~古北路）。规划吴中路位于吴中路北侧，东至古北路、西至金汇路，全长3274米，红线宽度45米，为城市次干路。闵行区已申请将新建规划吴中路纳入道路建设计划。根据实际情况，目前项目已完成道路设计方案，道路总长2782米，路幅宽度16米，拟分三段实施：计划于2017年先行实施翠钰南路至虹梅路段建设，即规划吴中路东段；待实施完毕后，将开始实施虹梅路至莲花路段，即中段；最后实施莲花路至合川路段，即规划西段。项目建成后，将完善地区交通路网，有效缓解吴中路拥堵状况，改善周边居民出行条件。

## 相交道路[6]
徐汇区段
- 中山西路
- 古井路
- 桂林路、宋园路、张虹路

闵行区段
- 姚虹路
- 古北路
- 翠钰南路（在建）
- 虹镇路
- 虹许路、中环路
- 虹梅路
- 环镇西路
- 莲花路
- 虹中路
- 万源路
- 合川路
- （规划吴中路）
- 金汇路、金汇南路
- 银亭路
- 虹井路、虹莘路
- 白樟路
- 老虹井路
- 紫藤路
- 环西一大道
- 航东路[7]
- 号上路[8]
- 新镇路、航中路
- 废新镇路
- 航西路
- 航新路
- 吴宝路
- 七莘路